# Ламар (Миссури)
Ламар (англ. Lamar) — город в штате Миссури в США, административный центр округа Бартон.

## Население
На момент 2000 года население составляло 4425 человек. Плотность — 446 чел/км.
Средний возраст — 37 лет. Возрастной состав населения:
- 26.6 % — до 18 лет
- 8.5 % от 18 до 24 лет
- 24.9 % от 25 до 44 лет
- 19.5 % от 45 до 64 лет
- 20.5 % старше 65 лет

## Экономика
ВВП на душу населения достигает 15 684 долларов на душу населения. За чертой бедности живет 12 % населения.

## Известные уроженцы

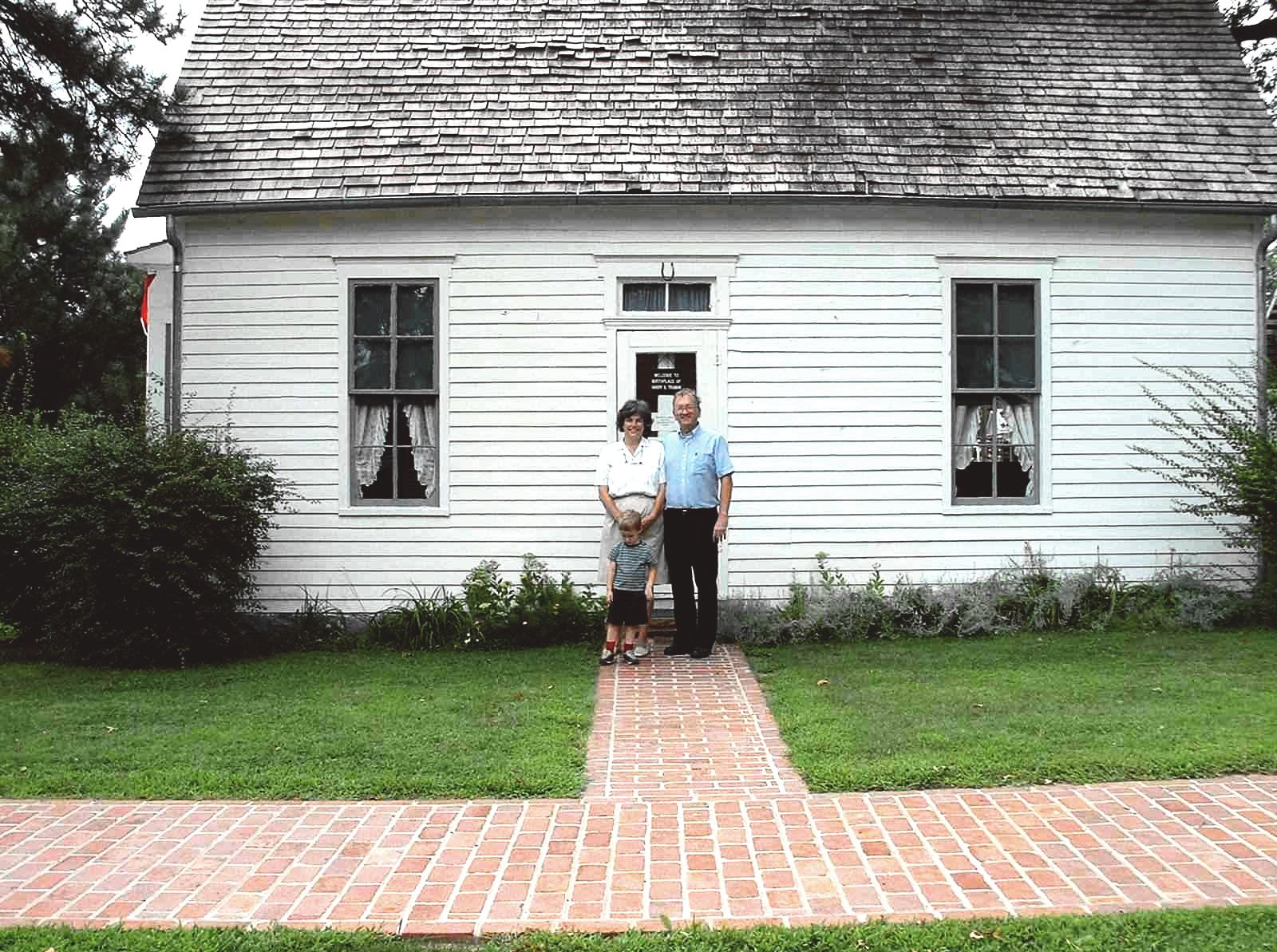
Дом, где родился Гарри Трумэн

- 8 мая 1884 года в этом городе родился 33-й президент США Гарри Трумэн. В городе есть парк, названный в честь него.